# Análipsi (Héraklion)
Análipsi (en grec moderne : Ανάληψις) est un village de Crète, en Grèce, appartenant au dème de Chersónissos et au nome d'Héraklion. Selon le recensement de 2011, sa population était de 1 343 habitants.